# Circuito Mundial de Voleibol de Praia de 2009
O Circuito Mundial de Voleibol de Praia de 2009 foi uma série de competições internacionais de vôlei de praia organizadas pela Federação Internacional de Voleibol (FIVB). Para a edição 2009, o Circuito incluiu 11 torneios Open para o naipe feminino e 9 torneios Open para a variante masculina,  4 torneios Grand Slams para ambos os naipes,além da edição do Campeonato Mundial de 2009 que foi disputado em cada naipe.

## Calendário

### Feminino
| Torneio                                                                           | Ouro                                         | Prata                                        | Bronze                                         | Quarto lugar                                   |
| Aberto de Brasília Brasília, Brasil De 20 a 25 de abril de 2009                   | BrasilLarissa França · Juliana Silva         | Estados UnidosJennifer Kessy · April Ross    | AlemanhaSara Goller · Laura Ludwig             | Estados UnidosElaine Youngs · Nicole Branagh   |
| Aberto de Xangai Xangai, China De 28 de abril a 2 de maio de 2009                 | BrasilTalita Antunes · Maria Elisa Antonelli | ChinaWang Fan · Yue Yuan                     | BrasilMaria Clara Salgado · Carolina Salgado   | AlemanhaSara Goller · Laura Ludwig             |
| Aberto de Osaka Osaka, Japão De 19 a 24 de maio de 2009                           | BrasilLarissa França · Juliana Silva         | BrasilTalita Antunes · Maria Elisa Antonelli | Países BaixosSanne Keizer · Marleen van Iersel | Estados UnidosAngela Akers · Tyra Turner       |
| Aberto de Seul Seul, Coreia do Sul De 26 a 31 de maio de 2009                     | BrasilTalita Antunes · Maria Elisa Antonelli | Estados UnidosJennifer Kessy · April Ross    | BrasilRenata Trevisan Ribeiro · Vanilda Leão   | RússiaHana Klapalová · Tereza Petrová          |
| Campeonato Mundial Stavanger, Noruega De 25 de junho a 4 de julho de 2009         | Estados UnidosJennifer Kessy · April Ross    | BrasilLarissa França · Juliana Silva         | BrasilTalita Antunes · Maria Elisa Antonelli   | BrasilAna Paula Henkel · Shelda Bedê           |
| Grand Slam de Gstaad Gstaad, Suíça De 6 a 11 de julho de 2009                     | BrasilTalita Antunes · Maria Elisa Antonelli | BrasilLarissa França · Juliana Silva         | Estados UnidosElaine Youngs · Nicole Branagh   | Países BaixosSanne Keizer · Marleen van Iersel |
| Grand Slam de Moscou Moscou, Rússia De 13 a 18 de julho de 2009                   | BrasilLarissa França · Juliana Silva         | BrasilRenata Trevisan Ribeiro · Vanilda Leão | AlemanhaSara Goller · Laura Ludwig             | AlemanhaKatrin Holtwick · Ilka Semmler         |
| Grand Slam de Marseille Marseille, França De 19 a 26 de julho de 2009             | Estados UnidosJennifer Kessy · April Ross    | GréciaVassiliki Arvaniti · Maria Tsiartsiani | AlemanhaSara Goller · Laura Ludwig             | BrasilTalita Antunes · Maria Elisa Antonelli   |
| Grand Slam de Klagenfurt Klagenfurt, Áustria De 27 de julho a 1 de agosto de 2009 | BrasilLarissa França · Juliana Silva         | Estados UnidosElaine Youngs · Nicole Branagh | Estados UnidosJennifer Kessy · April Ross      | ÁustriaSara Montagnolli · Barbara Hansel       |
| Aberto de Stare Jabłonki Stare Jabłonki, Polônia De 3 a 8 de agosto de 2009       | BrasilLarissa França · Juliana Silva         | AustráliaBecchara Palmer · Louise Bawden     | BrasilTalita Antunes · Maria Elisa Antonelli   | BrasilVivian Cunha · Ângela Lavalle            |
| Aberto de Kristiansand Kristiansand, Noruega De 10 a 15 de agosto de 2009         | BrasilTalita Antunes · Maria Elisa Antonelli | ÁustriaDoris Schwaiger · Stefanie Schwaiger  | BrasilLarissa França · Juliana Silva           | NoruegaNila Håkedal · Ingrid Tørlen            |
| Aberto de Aland Aland, Finlândia De 17 a 22 de agosto de 2009                     | BrasilLarissa França · Juliana Silva         | Estados UnidosJennifer Kessy · April Ross    | BrasilTalita Antunes · Maria Elisa Antonelli   | BrasilAna Paula Henkel · Shelda Bedê           |
| Aberto de Haia Haia, Países Baixos De 24 a 29 de agosto de 2009                   | BrasilLarissa França · Juliana Silva         | BrasilTalita Antunes · Maria Elisa Antonelli | BrasilVivian Cunha · Ângela Lavalle            | ChéquiaSoňa Nováková · Lenka Háječková         |
| Aberto de Barcelona Barcelona, Espanha De 8 a 13 de setembro de 2009              | BrasilLarissa França · Juliana Silva         | BrasilTalita Antunes · Maria Elisa Antonelli | Estados UnidosJennifer Kessy · April Ross      | Estados UnidosAngela Akers · Tyra Turner       |
| Aberto de Sanya Sanya, China De 27 de outubro a 1 de novembro de 2009             | Suíça Simone Kuhn · Nadine Zumkehr           | Estados UnidosJennifer Kessy · April Ross    | Estados UnidosAngela Akers · Tyra Turner       | ItáliaGreta Cicolari · Marta Menegatti         |
| Aberto de Phuket Phuket (cidade), Tailândia De 3 a 8 de novembro de 2009          | Estados UnidosJennifer Kessy · April Ross    | Estados UnidosAngela Akers · Tyra Turner     | RússiaEvgenia Ukolova · Maria Bratkova         | Estados UnidosLauren Fendrick · Ashley Ivy     |

### Masculino
| Torneio                                                                           | Ouro                                            | Prata                                           | Bronze                                          | Quarto lugar                                    |
| Aberto de Brasília Brasília, Brasil De 21 a 26 de abril de 2009                   | BrasilRicardo Alex Santos · Emanuel Rego        | BrasilHarley Marques · Alison Cerutti           | BrasilMárcio Araújo · Fábio Luiz Magalhães      | Estados UnidosTodd Rogers · Phil Dalhausser     |
| Aberto de Xangai Xangai, China De 29 de abril a 3 de maio de 2009                 | BrasilHarley Marques · Alison Cerutti           | BrasilPedro Cunha · Pedro Solberg               | AlemanhaJulius Brink · Jonas Reckermann         | EstóniaKristjan Kais · Rivo Vesik               |
| Aberto de Roma Roma, Itália De 12 a 17 de maio de 2009                            | AlemanhaJulius Brink · Jonas Reckermann         | BrasilPedro Cunha · Pedro Solberg               | BrasilHarley Marques · Alison Cerutti           | BrasilRicardo Alex Santos · Emanuel Rego        |
| Aberto de Mysłowice Mysłowice, Polônia De 26 a 31 de maio de 2009                 | BrasilHarley Marques · Alison Cerutti           | Estados UnidosCasey Jennings · Matt Fuerbringer | Estados UnidosJake Gibb · Sean Rosenthal        | AlemanhaJulius Brink · Jonas Reckermann         |
| Campeonato Mundial Stavanger, Noruega De 26 de junho a 5 de julho de 2009         | AlemanhaJulius Brink · Jonas Reckermann         | BrasilHarley Marques · Alison Cerutti           | Estados UnidosTodd Rogers · Phil Dalhausser     | AlemanhaDavid Klemperer · Eric Koreng           |
| Grand Slam de Gstaad Gstaad, Suíça De 7 a 12 de julho de 2009                     | AlemanhaJulius Brink · Jonas Reckermann         | BrasilRicardo Alex Santos · Emanuel Rego        | EspanhaPablo Herrera · Adrián Gavira            | Países BaixosReinder Nummerdor · Richard Schuil |
| Grand Slam de Moscou Moscou, Rússia De 14 a 19 de julho de 2009                   | AlemanhaJulius Brink · Jonas Reckermann         | BrasilRicardo Alex Santos · Emanuel Rego        | Suíça Jefferson Bellaguarda · Martin Laciga     | AlemanhaDavid Klemperer · Eric Koreng           |
| Grand Slam de Marseille Marseille, França De 20 a 26 de julho de 2009             | Estados UnidosTodd Rogers · Phil Dalhausser     | EspanhaPablo Herrera · Adrián Gavira            | AlemanhaJulius Brink · Jonas Reckermann         | Países BaixosReinder Nummerdor · Richard Schuil |
| Grand Slam de Klagenfurt Klagenfurt, Áustria De 28 de julho a 2 de agosto de 2009 | Estados UnidosTodd Rogers · Phil Dalhausser     | BrasilHarley Marques · Alison Cerutti           | Países BaixosReinder Nummerdor · Richard Schuil | RússiaIgor Kolodinsky · Dmitri Barsouk          |
| Aberto de Stare Jabłonki Stare Jabłonki, Polônia De 4 a 9 de agosto de 2009       | BrasilBenjamin Insfran · Pedro Solberg          | AlemanhaJulius Brink · Jonas Reckermann         | EspanhaPablo Herrera · Adrián Gavira            | BrasilHarley Marques · Alison Cerutti           |
| Aberto de Kristiansand Kristiansand, Noruega De 11 a 16 de agosto de 2009         | RússiaIgor Kolodinsky · Dmitri Barsouk          | LetôniaAleksandrs Samoilovs · Ruslans Sorokins  | BrasilHarley Marques · Alison Cerutti           | FrançaAndy Ces · Kevin Cès                      |
| Aberto de Aland Aland, Finlândia De 18 a 23 de agosto de 2009                     | Países BaixosReinder Nummerdor · Richard Schuil | AlemanhaJulius Brink · Jonas Reckermann         | AlemanhaDavid Klemperer · Eric Koreng           | BrasilRicardo Alex Santos · Pedro Solberg       |
| Aberto de Haia Haia, Países Baixos De 25 a 30 de agosto de 2009                   | Países BaixosReinder Nummerdor · Richard Schuil | EspanhaPablo Herrera · Adrián Gavira            | BrasilHarley Marques · Alison Cerutti           | EstóniaKristjan Kais · Rivo Vesik               |
| Aberto de Sanya Sanya, China De 26 a 31 de outubro de 2009                        | Países BaixosReinder Nummerdor · Richard Schuil | ChinaXu Linyin · Wu Penggen                     | EspanhaPablo Herrera · Adrián Gavira            | RússiaSergey Prokopyev · Yury Bogatov           |

## Quadro de medalhas
| Ordem | País           | Medalha de ouro | Medalha de prata | Medalha de bronze | Total |
| ----- | -------------- | --------------- | ---------------- | ----------------- | ----- |
| 1.    | Brasil         | 16              | 13               | 11                | 40    |
| 2.    | Estados Unidos | 5               | 7                | 6                 | 18    |
| 3.    | Alemanha       | 3               | 2                | 6                 | 11    |
| 4.    | Países Baixos  | 3               | 0                | 2                 | 5     |
| 5.    | Rússia         | 1               | 0                | 1                 | 2     |
| 5.    | Suíça          | 1               | 0                | 1                 | 2     |
| 7.    | Espanha        | 0               | 2                | 3                 | 5     |
| 8.    | China          | 0               | 2                | 0                 | 2     |
| 9.    | Austrália      | 0               | 1                | 0                 | 1     |
| 9.    | Áustria        | 0               | 1                | 0                 | 1     |
| 9.    | Grécia         | 0               | 1                | 0                 | 1     |
| 9.    | Letônia        | 0               | 1                | 0                 | 1     |